# Церковь Рождества Христова (Излегоще)
Церковь Рождества Христова — православный храм Липецкой епархии. Расположена в селе Излегоще Усманского района Липецкой области.

## История
Христорождественская церковь в селе Излегоще была построена тщанием прихожан в 1844 году. Перестроена в 1890 году в стиле эклектика, являлась главной и имела 50 десятин пахатной земли. Церковь каменная, холодная, имела три престола: средний - во имя Рождества Христова, второй - св. пророка Илии, третий - Казанской иконы Божьей Матери, смешанную церковно-приходскую школу и церковную библиотеку в 100 томов. По данным за 1911 год в штате церкви числились: священник, диакон и псаломщик.
В настоящее время ведется восстановление храма.

## Современный статус
Согласно постановлению главы администрации Липецкой области от 27 февраля 1992 г. № 106 церковь Рождества Христова в селе Излегоще является памятником архитектуры и объектом исторического и культурного наследия областного значения.

## Фотографии

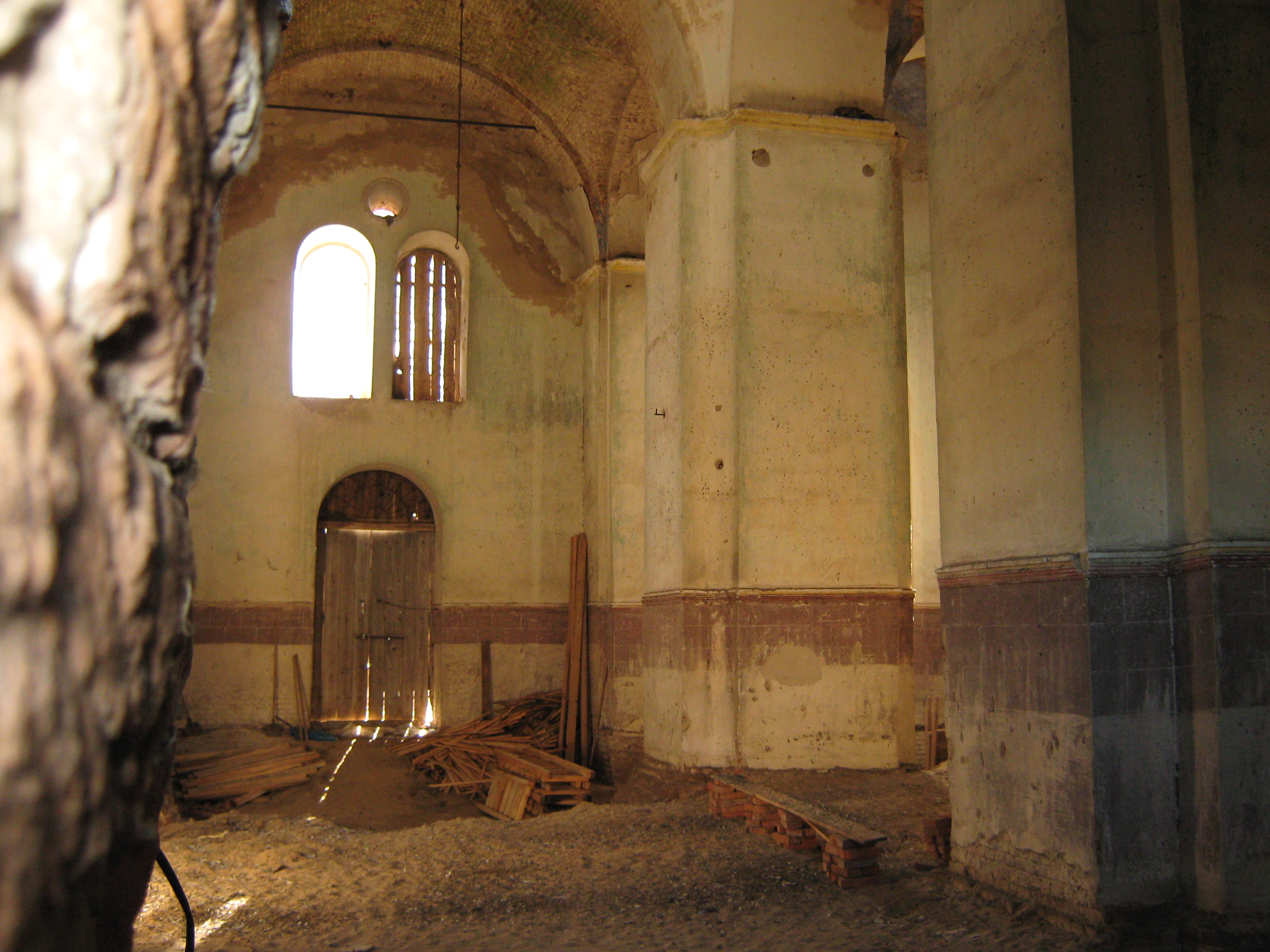
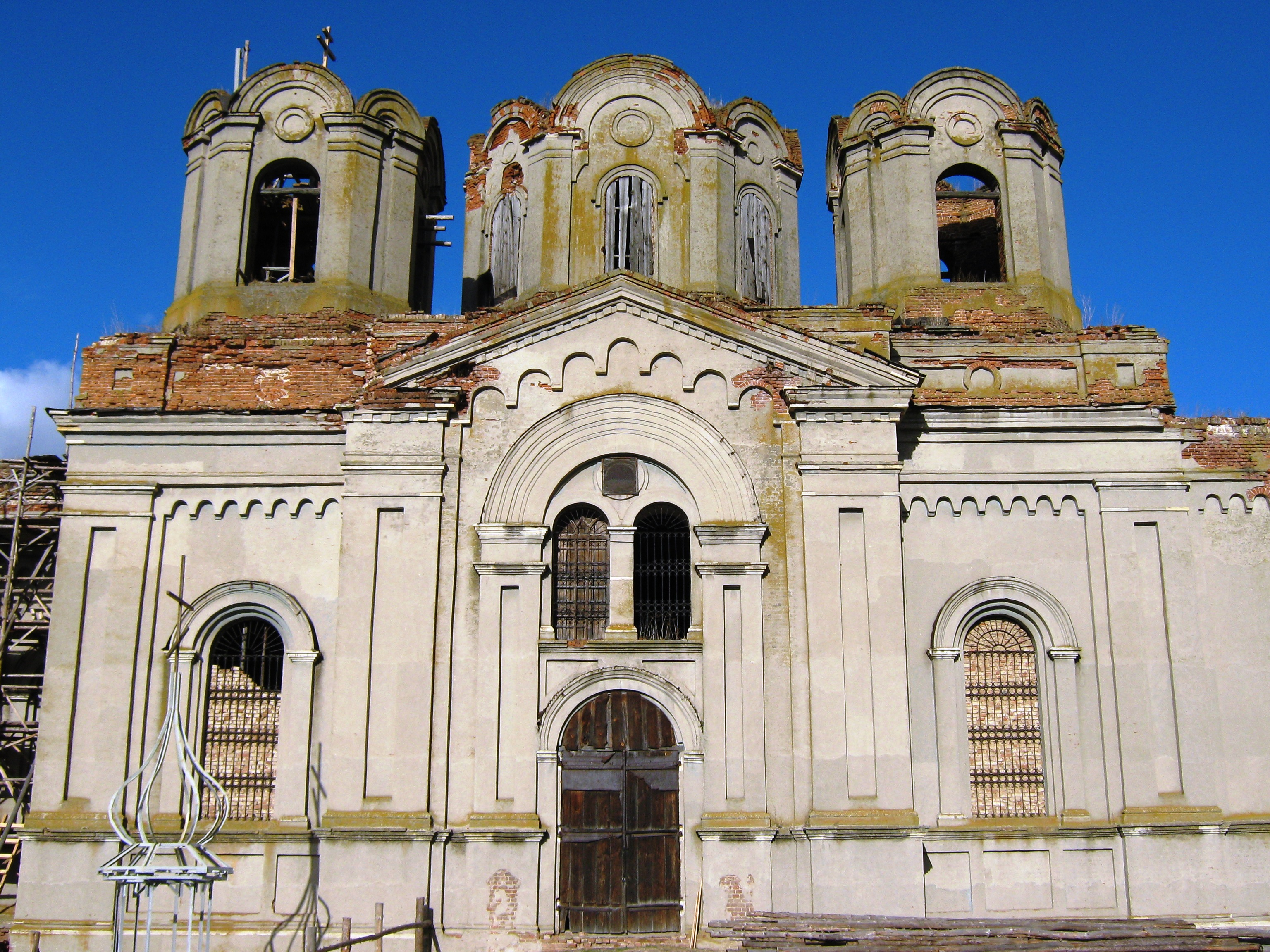